# Warhammer Fantasy Battle
Warhammer: The Game of Fantasy Battles (скорочено Warhammer Fantasy Battle, Warhammer, WFB чи WHFB) — це настільна гра, варгейм, яка випускається компанією Games Workshop. Всесвіт гри, Warhammer Fantasy, являє собою фентезійний світ з численними посиланнями на реальну всесвітню історію та географію.
Правила Warhammer FB періодично оновлюються і перевидаються з часу першої появи в 1983 році зі змінами в ігровій системі та списку армії. Останнім стало восьме видання, випущене 10 липня 2010 року.
В грі застосовуються мініатюри, зазвичай зібрані в групи. Протиборчі сторони представлені фентезійними расами, такими як люди (Імперія, Бретонія, Кіслев), ельфи (Темні ельфи, Вищі ельфи, Лісові ельфи), гноми, Королі гробниць, орки і гобліни, а також більш незвичайними видами, як ящери, скейвени і демонічні сили Хаосу.
Warhammer 40000, футуристичну альтернативу Warhammer Fantasy Battle, було випущено в 1987 році. Попри поширену думку, всесвіт Warhammer 40000 не є всесвітом Fantasy Battle в майбутньому, як і останній однією із загублених планет Імперіуму, хоча в них є багато паралелей.
На основі Warhammer Fantasy Battle засновані численні інші ігри, в тому числі й відеоігри, книги та комікси. В 2015 році на зміну Warhammer Fantasy Battle прийшла гра Warhammer Age of Sigmar. Оригінальна гра продовжила підтримуватися під брендом Warhammer: The Old World.

## Правила

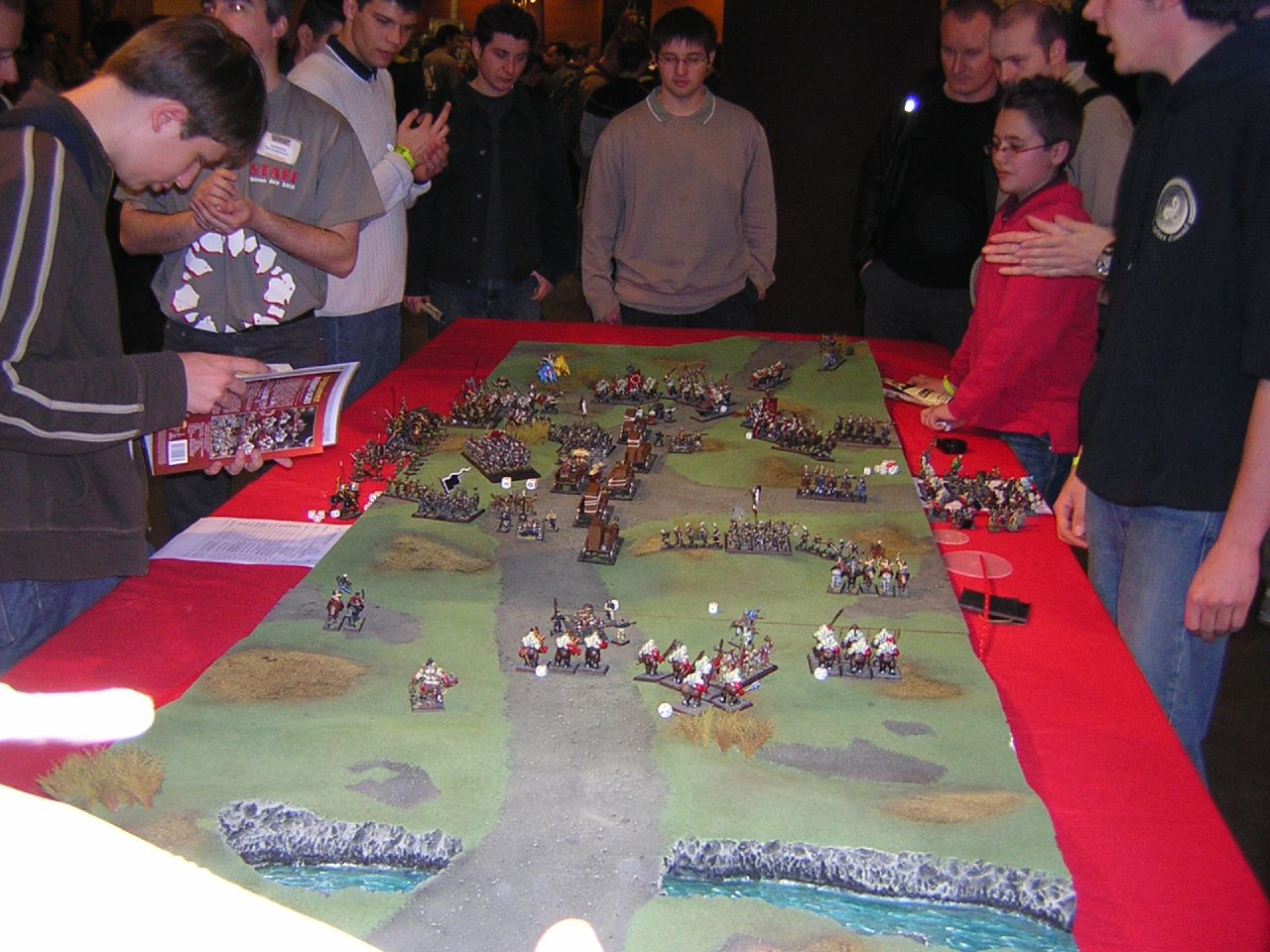
Гравці за Warhammer Fantasy Battle

Гра відбувається на будь-якій відповідній поверхні, стандартом є стіл 6 на 4 фути, на якому розтавляються мініатюри військ. Також для гри потрібні книга правил, гральні кубики (D6, дайси), спеціальні шаблони і рулетки, та інколи записник. Дистанції вимірюються в дюймах, а будь-яка мініатюра або група мініатюр в грі називається «юнітом». Деякі юніти включають 10 і більше окремих мініатюр, тому для зручності встановлюються на так звані «полкові підставки».
Перед початком гри двоє чи більше гравців облаштовують поле бою, розставляють мініатюри та домовлюються про сценарій гри, наприклад, захопити ворожий стяг чи знищити всіх ворогів. Гравці ходять почергово, а кожен хід складається з послідовних фаз: початок ходу, рух, чаклування, стрілянина, рукопашна. Право першого ходу визначається випадково. На початку ходу спеціальними кубиками визначаються можливості військ на цей хід, наприклад, бойовий дух.
Всі війська мають 9 харакеристик: рухливість (M), володіння зброєю (WS), влучність (BS), сила (S), стійкість (T), поранення (W), ініціатива (I), атака (кількість атак) (A), лідерство (хоробрість) (Ld). Всі характеристики мають певну величину, зазвичай від 0 до 10. Якщо юніт має стійкість 0, він помирає, якщо його володіння зброєю 0 — він автоматично приймає на себе всі атаки і т. д. Крім того, всі загони мають ціну в «очках», у конкретних іграх зазвичай встановлюється максимальний ліміт очок, в межах якого гравець може формувати свою армію. У середньому гра може мати армії від 750 до 3000 очок, хоча менші й більші значення цілком можливі.
Поряд з регулярними військами, гравець також може використовувати невелике число героїв. Герої діляться на магів і воїнів; маги можуть застосовувати чари, а воїни є серйозною підтримкою для солдатів, які борються в ближньому бою. Є також деякі персонажі, які є і воїнами і магами. Обидва класи можуть бути також посилені магічними артефактами.
Дії визначаються киданням 6-игранного кубика (D6, дайса) або D3. В останньому випадку результат, випалий з D6, ділиться на половину і округлюється в більший бік. Використовуються і два спеціальних кубика: артилерійський (англ. art dice) і кубик напрямів (англ. scatter dice) для визначення пострілів. Іноді зустрічаються модифікатори характеристик, наприклад, коли юніт володіє магічним артефактом. Вони мають вигляд як 2D6+1, що означає, що до результату кидання двох D6 слід додати 1. Війська в обладунках, зі щитами, чи вершники можуть уникнути атак. Це називається спас-кидком і визначається киданням кубика за кожну завдану рану. Якщо випадає визначене число (яке не може бути рівним 1), рана ігнорується.
Війська можуть бути прихованими за елементами ландшафту. Вони вважаються видимим для ворога, якщо від очей ворога можна провести пряму лінію до якої-небудь частини тіла військ гравця, але не зброї чи прикрас.

## Видання правил

Книга правил 8-ї редакції

### Перше видання (1983)
Перше видання, написане Брайаном Анселлом, Річардом Галлівеллом, і Ріком Прістлі було опубліковано в 1983 році. Воно складалося із трьох чорно-білих книг, ілюстрованих Тоні Акландом: Том 1: «Настільні Битви», яка містила основні правила, включити послідовність ходів, списки істот, рецепти зілль, та вступну битву «The Ziggurat of Doom». Том 2: «Магія», яка пояснювала правила для чарівників і архімагів. У цій системі маг бере заклинання на початку гри, отримуючи відповідне обладнання (зазвичай Амулети), і чаклуючи, використовує запас пунктів «комплекції». Том 3: «Персонажі», описував «персональні характеристики» та правила для рольових ігор (у тому числі розвиток персонажа за очками досвіду, випадкові сутички, витрати на обладнання і юнітів) і мав зразок кампанії «The Redwake River Valley».
Опис світу гри та ігрових рас зводився до мінімуму, і в більшості випадків містився в описі магічних предметів.

### Друге видання (1986)
У 1984 році вийшло друге видання, включаючи матеріали Forces of Fantasy, публікації журналу White Dwarf і матеріали Citadel Compendium. Це був коробочний набір з трьох чорно-білих книг (з кольоровими обкладинками). Книга «Бої» пояснювала основні правила і послідовність ходів; в той час як «Магія» в значній мірі зберегла ту ж систему, що і 1-е видання, додала ілюзіоністів, демонологів, елементалістів і видалила вимоги до амулетів. Центральні сторінки містили вступний сценарій «The Magnificent Sven», картонні фігурки якого також входили в комплект. «Бойовий бестіарій» містила описи рас, монстрів і включала в себе кілька прикладів армійських списків і систему балів для гравців, щоб розвивати власні армії.
Також «Бойовий бестіарій» вперше показала світ гри поряд з картою і хронологією, яка включала в себе згадки про сланнів, вторгнення Хаосу, війни ельфів та імперії людей.
Згодом вийшли кампанії «Terror of the Lichemaster», «Bloodbath at Orcs' Drift» (1985) і «Tragedy of McDeath» (1986). Пакет «Blood on the Streets» містив карткові будівлі для террейнів.

### Третє видання (1987)
Це видання гри було опубліковано у вигляді єдиної книги в твердій палітурці в 1987 році. Воно мало найглибшу і найскладнішу систему рухів та маневрів з усіх видань. Інші зміни включали цілий ряд нових спеціалізованих типів військ, правила для військових машин і більше тонку систему, що представляє героїв і чарівників. Воно мало ті самі системи магії і конструкції армії, що і перші два видання. Списки армії для цього видання були опубліковані в окремій книзі під назвою «Warhammer Armies» в 1988 році; до того часу підтримувався список «Ravening Hordes».

### Четверте (1992) і П'яте видання (1996)
Четверте і п'яте видання гри, випущені у жовтні 1992 року і 1996 року, відповідно, були схожі один на одного, але досить сильно відрізняється від третього. П'яте видання, зокрема, стало відомим як «Herohammer» через дисбаланс між дуже потужними героями, монстрами і чарівниками і блоками звичайних військ. Обидва видання гри продавалися в коробочних версіях, що містили, крім правил, пластикові мініатюри, щоб мати можливість грати в гру «з коробки». Повністю була перероблена система магії. Замість того, щоб вибирати заклинання, вони визначалися випадковим чином. Магічна система була розширена бокс-сетом «Arcane Magic» і магічними елементами бокс-сету Хаосу.
Четверте видання було також першим виданням з використанням списків армії у вигляді окремих книг для кожної раси. Книги також мали опис армії, ілюстрації і фотографії мініатюр. П'яте видання виграло премію Origins для найкращих правил фентезійних або науково-фантастичних мініатюр 1996 року.
Магічна система була перероблена і перевидана в грудні 1996 року і охоплювала магію для всіх армій. Магія була «пом'якшена» (White Dwarf № 204) обмеженням творення заклять в хід. Карти «Colours of Magic» було замінено на 20 карт заклинань «Battle Magic», але заклинання «Colours of Magic» можна було використовувати за бажанням.
Було випущено кілька кампаній, «Tears of Isha» давала кампанію для Вищих ельфів з будівлями в комплекті. Кампанії за орків і гоблінів «Idol of Gork» додавали ідоли їхніх божеств — Горка і Морка. Вийшли також «Circle of Blood» (Вампірські графства проти Бретонії), «Grudge of Drong» (дворфи проти Вищих ельфів), «Perilous Quest» (Бретонія проти Лісових ельфів).
П'яте видання, випущене в 1996 році, заново представило ті сили Бретонії, які були виключені з 4-го видання, і переробило сланнів для створення армії ящерів.

### Шосте (2000) і Сьоме видання (2006)
Шосте видання, випущене в 2000 році, був коробочним і включало книгу правил в м'якій мініатюри (орки та Імперія). Правила також продавалися окремо в твердій палітурці в першому друку і м'якій обкладинці, після цього. Герої і чарівники залишилися важливими, але стали не в змозі виграти битву самі. Було також введено нову магічну систему, засновану на киданні дайсів.
Сьоме видання було випущено 9 вересня 2006. Проект був доступний у двох формах: як книга правил в твердій палітурці, і як повний бокс-сет гри в комплекті з пластиковими мініатюрами (гномів і гоблінів), додатком «The Battle for Skull Pass» та книгою правил у м'якій палітурці, що має менше ілюстрацій та довідкових матеріалів. Розділи «Основні правила» і «Додаткові правила» обох книг мали ідентичні текст, верстку, ілюстрації. Більша книга мала розділи «Світ Warhammer» (68 сторінок) і «Warhammer хобі» (56 сторінок), а також розширені додатки.

### Восьме видання (2010)
8-е видання Warhammer стало доступним для попереднього замовлення 14 червня 2010 року і було випущене 10 липня 2010. Новий стартовий набір під назвою «Острів Крові» містив армії Вищих ельфів і скейвенів. До них додавався міні-звід правил, а також стандартні дайси, дві 18-дюймові лінійки, і три шаблони.
Першою армією, що описувалася у 8-й редакції були орки і гобліни. Восьме видання надало нову кампанію і главу всесвіту Warhammer — Останні Часи.

## Ігрова література
Книги правил — книги, що містять докладний опис правил гри, особливих випадків, таблиці характеристик військ різних рас. Кожне видання правил має кілька книг, які описують різні аспекти гри, наприклад, окремо для загальних правил і магії.
Книги армій — спеціальні книги, в яких описуються окремі раси і правила гри за них. Видання Книг армій залежить від видання Книг правил, наприклад, Книга правил Темних ельфів починається одразу з 4-го видання, оскільки раніше ця раса не мала її.
Книги кампаній — містять сценарії для розігрування.
Книги «тла» — дають описи окремих аспектів чи подій світу Warhammer. Наприклад, «The Life of Sigmar» розповідає про діяння очільника людей на ім'я Сигмар.

## Світ гри
Світ Warhammer географією подібний на наш, із впізнаваними материками, де живуть різні народи й фантастичні істоти, і діє магія. Його було створено давно зниклою расою Древніх за сприяння їхніх слуг слаанів. Вони свого часу перемістили орбіту планети ближче до її зірки та розмістили континенти, відповідно до своїх задумів. На допомогу слаанам Древні створили ящерів, а потім ельфів, здатних керувати магічними силами, гномів, людей, напівросликів та огрів. Також в світі звідкись з'явилися орки, походження яких лишається загадкою. Народи розвивалися і будували перші держави, поки портали Древніх, встановлені на полюсах планети, несподівано не вибухнули.
Вибух створив прориви у демонічні виміри, звідки почалася навала їх жителів, втілених емоцій і думок мислячих істот. Під впливом потойбічної магії виникли грифони, мантикори, звіролюди та інші чудовиська. Тоді про себе заявили Четверо богів Хаосу, що живилися переважаючими емоціями і думками жителів світу Warhammer: Корн (англ. Khorne) — бог війни і насильства, Цзінч (англ. Tzeentch) — бог чаклунства і обману, Нургл (англ. Nurgle) — бог смерті, відчаю та хвороб, і Слаанеш (англ. Slaanesh) — бог надмірності. Та ельфам вдалося вгамувати катаклізм і згодом налагодити стосунки із гномами в зміненому світі.
З часом в землях країни Некехара її правитель Нагаш відкрив секрет безсмертя, чим породив нежить, яка стала Королями гробниць. До того часу люди вели варварський спосіб життя та розселялися світом племенами. Ці племена зміг об'єднати вождь Сигмар (англ. Sigmar) і заснувати за підтримки гномів першу людську державу — Імперію. Після смерті Сигмара стали шанувати як бога, а люди впровадили літочислення від народження Сигмара.
В ході війн з іншими расами і народами Імперія простояла до 2521 року від народження Сигмара, коли почалися Останні Часи (англ. The Ends Times). Чемпіон Чотирьох богів Хаосу на ім'я Архаон (англ. Archaon) почав повномасштабне завоювання світу і збори Шести артефактів Хаосу. Врешті єдиною перепоною для нього стала магічна стіна Імперії, падіння якої означає загибель світу.

## Армії
Імперія (англ. The Empire). Історичним прототипом Імперії людей є Священна Римська імперія епохи пізнього Середньовіччя і Ренесансу. Імперія Warhammer заснована легендарним героєм Сигмаром, котрий об'єднав 12 людських племен і привів людей до процвітання. Після смерті Сигмара стали шанувати як бога. Зрештою ця віра породила реальне божество. Імперія — головний оплот людства в боротьбі з Хаосом. Ця держава має універсальну базову армію: доступні різні види військ, від піхоти і кінноти до артилерії. Імперія передусім покладається на холодну зброю, але володіє і вогнепальною зброєю та аритилерією.
Бретонія (англ. Bretonnia) — в історичному контексті Бретонія спирається на середньовічну культуру Франції, зокрема Бургундії XIV століття, а також на оповіді артурівського циклу і лицарські романи. У битві бретонці являють собою лицарську армію з різними кавалерійськими загонами, що доповнюються фантастичними бойовими одиницями, такими як вершники на Пегасах.
Кіслев (англ. Kislev). Історичним прототипом Кіслева є Росія, Україна і Польща XVI–XVII століття, а також кочові народи європейського Середньовіччя. Кіслев розташований на відповідній території. Його армія складається в основному з крилатих уланів, елітних кавалеристів — воїнів Легіону Грифона, кінних лучників — «унголів» і піхотинців — «коссарів», образ яких заснований на козаках і гусарах. Кіслев не має великої армії, проте його війська можуть діяти разом з арміями інших народів, а також використовувати найманців.
Вищі ельфи (англ. High Elves) — цей самовпевнений давній народ мешкає на острові (невеликому континенті) Ультуан між Старим і Новим Світом. Його розташування відповідає Бермудському трикутнику. Як і всі ельфійські народи світу Warhammer, Вищі ельфи мають високу ініціативу. Як наслідок, вони завжди першими завдають удару. Крім того, їхні маги отримують бонус при чаклунстві, що також вигідно виділяє їх. Деякі герої Вищих ельфів володіють можливістю літати на драконах, наймогутніших монстрах світу Warhammer. Вартість армії через це висока, тому війська Вищих ельфів зазвичай нечисленні.
Темні ельфи (англ. Dark Elves), також відомі як дручії (англ. Druchii), мешкають на Наггароті (англ. Naggaroth), вологому і холодному континенті на заході від острова Ультуан (місцерозташування володінь відповідає Канаді). Колись єдиний ельфійський народ розколовся в ході громадянської війни на Вищих і Темних ельфів, і з тих пір Темні ненавидять і зневажають Вищих. Культура і суспільство Темних ельфів засновані на жорстокості, садизмі та виживанні найсильніших. Їх головна особливість — "вічна ненависть", дозволяє їм принаймні раз повторити перший удар у ближньому бою. В Темних ельфів небагатий вибір артилерії, але натомість на їхньому боці б'ються такі монстри як гідри й упирі.
Гноми (дворфи, карлики, англ. Dwarfs). Гноми світу Warhammer, які мешкають в горах Старого Світу. Їхній образ навіяний насамперед переказами й міфами північноєвропейських народів, використані і багато штампів сучасного фентезі. Їхні підземні володіння розташовуються між відповідниками Німеччини та Австрії. Гноми володіють широким вибором піхоти з різноманітними властивостями. У битві їх відрізняє висока завзятість і бойовий дух. Крім того, більшість гномів користується важкими обладунками, що проте знижує їх мобільність. У них розвинена техніка та інженерна справа, що дозволяє їм використовувати різні механізми, аж до гірокоптерів. На відміну від інших армій, у гномів немає магів, але зате вони можуть працювати з рунами, що надають аналог магії.
Орки і гобліни (англ. Orcs and Goblins) — зеленошкірі варвари світу Warhammer. Вони мешкають майже повсюдно в горах, лісах і пустищах цивілізованих країн. Зібравшись під прапором якого-небудь ватажка, вони нападають на поселення інших народів, грабуючи і руйнуючи все на своєму шляху. Вибір військ у орків і гоблінів дуже великий завдяки вродженій винахідливості.
Ящери (лізардмени, англ. Lizardmen). Прототипом ящерів послугували корінні культури Південної та Центральної Америки, такі, як майя, інки і ацтеки. У світі Warhammer їх батьківщина відповідає Південній Америці та півдню Африки. Згідно з легендою про створення світу, ящери були створені расою Древніх першими з усіх як слуги. Багато з найстаріших ватажків ящерів — могутні маги. Втім, їх армія виділяється передусім безліччю динозавроподібних істот. Крім того, ящери мають властивість холоднокровності, що робить їх більш стійкими до психічного впливу.
Скейвени (скавени, англ. Skaven) — люди-щурі, які мутували під дією магічних варп-каменів. Вони живуть в каналізаціях та підземеллях під великими містами і поширені практично по всьому світу завдяки розгалуженій системі підземних тунелів. Скейвени об'єднуються в клани, кожен з яких має жорстку кастову ієрархію. У скейвенів багато рабів, більшу частину вони захоплюють у сутичках, але деякі є цілими переможеними скейвенами народами. Скейвени користуються тільки порівняно слабкою піхотою, що, однак, компенсується її низькою вартістю. Також у них існує важка артилерія, що приводиться в рух варп-каменями. Всі скейвени управляються Радою Тринадцяти, але зазвичай члени Ради не збираються разом, а підтримують зв'язок за допомогою магії. Вони координують ресурси всіх скейвенів світу, і готуються до приходу божества — Рогатого Щура. Слово «скейвен» походить від англійського scavenger — стерв'ятник.
Королі гробниць (англ. Tomb Kings). Армія Королів гробниць створена в давньоєгипетському стилі; вона включає в себе різні види неупокоєних мерців і големів. Багато назв їхньої країни Хемрі взято з єгипетської історії та міфології. Використано і елементи юдаїзму (Ковчег Заповіту). Мерці невразливі до психічних ефектів. Наприклад, армії Королів гробниць ніколи не тікають з поля бою. В той же час, якщо вони програють бій, то швидко будуть знищені, не маючи можливості відступити і перегрупуватися. Крім того, Королі гробниць вселяють жах противнику, що спонукає його до втечі.
Графства вампірів (англ. Vampire Counts). Вампіри створені на основі класичного образу цих істот в легендах, готичних романах і художніх фільмах. Вампіри займають території на південь від Імперії, колись населені людьми. На їх територіях править аристократичний рід фон Карштейнів. Хоча в теорії для них є згубними сонячні промені, на практиці магія вампірів дозволяє їм накликати хмари, які надійно захищають їх від світла сонця. На вампірську армію також поширюються правила, пов'язані з Королями гробниць. У ній присутні, крім іншого, безтілесні істоти, які можуть бути переможені тільки магією або магічною зброєю і відкривають тим самим додаткові тактичні можливості. Князі вампірів можуть отримувати, крім магічних предметів, і особливі вампірські сили. Після смерті ватажків армія вампірів починає поступово розпадатися.
Воїни Хаосу (англ. Warriors of Chaos) — Хаос у світі Warhammer являє собою стихію вседозволеності й руйнування, є ворогом більшості рас. Сили Хаосу концентруються в полярних районах. Базові загони сил Хаосу складаються з легкоозброєних піхотинців і кавалеристів варварських племен. Є і більш потужні загони — воїни і лицарі Хаосу, одні з найсильніших і дорогих в грі. Водночас, практично відсутні стрілецькі загони. Є можливість присвятити армію одному з чотирьох богів Хаосу — це дає доступ до додаткових загонів і властивостей.
Демони Хаосу (англ. Daemons of Chaos) — демони прибувають з паралельного виміру, батьківщини богів Хаосу, де вони з'являються як втілення страхів і бажань мешканців світу Warhammer. До звичайного світу потрапляють у місцях, де багато так званої вільної магії — наприклад, в полярних районах. Зовнішністю вони відповідають аспектам чотирьох богів Хаосу — війни, магії, розкладання і насолоди. Армія демонів складається з численних різновидів монстрів зі своїми властивостями, також відповідних аспектам богів Хаосу. Тут, як і у всіх арміях Хаосу, практично відсутні стрілецькі загони і бойові машини. Всі демони завдяки своїй напів-матеріальній природі здатні ігнорувати третину завданих ушкоджень.
Королівства огрів (англ. Ogre Kingdoms). Огри — наймолодша армія у всесвіті Warhammer. Королівство огрів знаходиться в регіоні, відомому як Гори Скорботи (відповідає Гімалаям). Зовнішністю і озброєнням нагадують монголів та інші кочові народи Центральної Азії. Огри тут відрізняються від їх класичного образу. Практично всі їхні загони складаються з величезних чудовиськ, які можуть атакувати відразу декілька супротивників і наділені великою силою. Їх ціна велика, так що такі загони зазвичай нечисленні, але це компенсується їх бойовими якостями. Єдиний виняток — так звані гноблари, що додають армії огрів певну гнучкість: вони дешеві та б'ються у великих кількостях, хоча їх бойові вміння невисокі. Огри є найманцями, і тому деякі їхні загони можуть зустрітися і в інших арміях.
Найманці (Пси війни, англ. Dogs of War) — хоча у всіх місцях Старого Світу можна знайти найманців, але тільки в містах-державах Тілеї зустрічаються наймані війська, здатні замінити собою цілі армії. Історичним прототипом більшості з них послугувала  Італія епохи пізнього Середньовіччя і Ренесансу, з ворогуючими містами-державами. Після 5-ї редакції правил армія «псів війни» більше не розвивалася, проте всі наступні книги правил посилаються саме на цю редакцію.
Гноми Хаосу (дворфи Хаосу, англ. Chaos Dwarfs) — образ гномів Хаосу заснований на стародавніх ассирійцях. Цей народ характеризує його незвичайний зовнішній вигляд (завиті бороди, головні убори і символіка), а також такі риси державності, як загарбницька політика, работоргівля і тиранія. Вони споріднені зі звичайним гномам, але під впливом Хаосу набули спотворених понять про честь і мораль; мешкають на сході від оперізуючого Землю гірського масиву, в Країні Темряви. На відміну від їх родичів, у гномів Хаосу існує кавалерія і магія. В армії можуть також битися їхні раби, наприклад, орки і гобліни, що робить її більш гнучкою і різнорідною.

## Age of Sigmar

Логотип Age of Sigmar

Warhammer Age of Sigmar є новою главою у всесвіті Warhammer, введеною у 2015 році, яка фактично заміняє попередній всесвіт. Після подій Останніх часів світ загинув, бувши стертим аж до металічного ядра. Проте Сигмар, тепер бог, народжений вірою людей, об'єднав решту богів загиблого світу й побудував Небесне Царство Азір (англ. Celestial Realm Azyr) навколо ядра. В Азірі знайшли прихисток вцілілі душі різних рас, яким їхні боги дали нове життя. Всі представники цих рас об'єдналися в альянси: Порядок (англ. Order), Смерть (англ. Death) і Руйнування (англ. Destruction). Разом вони відкрили Вісім смертних царств, що відповідають вітрам магії, та стали збирати звідти уцілілих. Однак ці царства відшукали сили Хаосу (англ. Chaos) та почали вторгнення. Вони відродили воєначальника Архаона, а бога Слаанеш ув'язнили, прийнявши на його місце Рогатого Щура, бога скейвенів.
Для відвоювання царств Сигмар і бог-творець гномів Грунгні створили армію воїнів Грозонароджених Вічних (англ. Stormcast Eternals), наділених частинкою божественної сили, що пройшли суворий відбір та тренування. Об'єднані у окремі воїнства Грозхости (англ. Stormhosts), вони беруть участь у боротьбі з силами зла, відомій як Буря Сигмара (англ. Sigmar’s Storm).
Age of Sigmar відрізняється спрощеними правилами і деякими новими, як ландшафтами (чародійський, надихаючий, проклятий тощо), що впливають на характеристики військ. Битви тепер поділяються на наступні фази: фаза героя, руху, стрільби, нападу, ближнього бою, бойового шоку. У фазі героя назначений воєначальник чаклує або користується своїми здібностями, а у фазі бойового шоку тестується сміливість військ, які зазнали ушкоджень за хід. Також додалися Тріумфи — вплив результатів попередньої битви на наступну, як, наприклад, можливість перекинути кубики для одного юніта.
Книги армій у Warhammer Age of Sigmar замінили Сувої війни (англ. Warscrolls). Вони так само описують тло і правила різних рас. Частина з правилами доступна для вільного завантаження з офіційного вебсайту Games Workshop.
Навесні 2016 року вийшла перша супутня до Age of Sigmar гра — Warhammer Quest: Silver Tower. А в 2017 було випущено тактичну гру з мініатюрами Warhammer Underworlds: Shadespire.

## Пов'язана продукція

### Настільні ігри
До основної гри Warhammer Fantasy Battle було створено ряд побічних, події яких розгортаються в тому ж всесвіті.
Blood Bowl, що вийшла незадовго після оригінальної гри, в 1986, дає зіграти за аналог американського футболу в світі Warhammer. Гра отримала чотири видання і також втілювалася у відеоіграх.
Warhammer Fantasy Roleplay є рольовою грою за всесвітом Warhammer. Гра отримала три видання і нині права на неї належать Fantasy Flight Games.
Man O' War, випущена в 1993 році, дозволяє відтворювати морські бої на кораблях.
Warhammer Quest є спадкоємицею HeroQuest і Advanced HeroQuest. Гра була випущена в 1995 році та відтворює пригоди героїв у підземеллях Старого світу, що відповідає Європі.
Mordheim було випущено Games Workshop 1999 року. Вона фокусується на окремих сутичках в місті Мордхейм, зруйнованому магічною кометою.
Warmaster, створена Ріком Прістлі та видана в 2000 році, дозволяє відтворювати більш масштабні баталії. Вона використовує 10-міліметрові мініатюри та відрізняється правилами. Так роль магії в цій грі значно зменшена. Warmaster отримала два видання, а в 2013 році її виробництво було припинено. На основі Warmaster засновано низку інших настільних ігор.

### Карткові ігри
Першою картковою грою за всесвітом була WarCry, випущена 2003 року. В 2009 році Games Workshop було випущено «живу» карткову гру (варіацію колекційної карткової гри) Dreadfleet, яка відтворює битви на воді.
Того ж року вийшла Warhammer: Invasion, яка дає гравцям відчути себе в ролі правителів різних земель, котрі збирають ресурси і воюють на різних зонах.

### Відеоігри
За всесвітом Warhammer Fantasy також було створено низку відеоігор. В 1991 і 1994 вийшли рольові ігри HeroQuest та HeroQuest II: Legacy of Sorasil, засновані на настільних іграх HeroQuest і Advanced HeroQuest, які умовно зараховуються до всесвіту Warhammer Fantasy.
Першою грою за звичним всесвітом стала стратегія в реальному часі Warhammer: Shadow of the Horned Rat, випущена 1995 року. Того ж року було випущено Blood Bowl, яка не здобула популярності.
В 1998 році вийшла тактична Warhammer: Dark Omen, що розповідає історію боротьби проти короля нежиті Нагаша, продовжуючи події Shadow of the Horned Rat.
В 2006 році з'явилася адаптація карткової гри WarCry — Warhammer: Battle for Atluma. Того ж року вийшла стратегія в реальному часі, яка акцентується на битвах, Warhammer: Mark of Chaos, яка згодом отримала доповнення Battle March.
Warhammer Online: Age of Reckoning стала першою MMORPG за всесвітом Warhammer Fantasy. Вона вийшла в 2008 році і має спін-офф Warhammer Online: Wrath of Heroes.
В 2009 році вийшла друга адаптація Blood Bowl з такою ж назвою, що 2014 отримала також мобільну версію Blood Bowl Tablet. У 2013 було випущено Warhammer Quest для мобільних платформ.
Упродовж 2016-2017 було випущено Blood Bowl 2, Total War: Warhammer, Mordheim: City of the Damned, і Warhammer: The End Times - Vermintide, Total War: Warhammer II. В 2019 вийшлаWarhammer: Chaosbane, а в 2022 Total War: Warhammer III.